# Saint-Valbert-Héricourt
Saint-Valbert-Héricourt era una comuna francesa que estaba situada en el departamento de Alto Saona, de la región de Borgoña-Franco Condado, que en 1808 pasó a formar parte de la comuna de Héricourt.

## Demografía
| Gráfica de evolución demográfica de Saint-Valbert-Héricourt entre 1793 y 1806 |
|                                                                               |
| Datos según el nomenclátor publicado por la EHESS/Cassini.                    |